# 박서진 (1970년)
박서진(1970년 12월 9일 ~ )은 대한민국의 가수다.

## 학력
- 보문고등학교 졸업

## 음반
- 1992년 아니에요 아무것도 / 방황
- 1994년 괜찮은 여자
- 1997년 연하의 남자
- 1999년 아무일도 없는 것처럼
- 2000년 뮤직데이트
- 2001년 이젠 너무 늦었어
- 2005년 나를 잊지 마세요
- 2006년 왜 붙잡는 거야
- 2007년 아무일도 없는 것처럼
- 2011년 유혹 / 들꽃
- 2013년 생각이 나서 / 사랑해 놓고
- 2015년 당신 뿐이야
- 2016년 아무일도 없는 것처럼
- 2016년 현이와 덕이 오마쥬 3
- 2017년 현이와 덕이 오마쥬 7
- 2017년 Park, Seo-jin EP-Special Mini Album